# (2615) Saito
(2615) Saito es un asteroide perteneciente al cinturón de asteroides, descubierto el 4 de septiembre de 1951 por Karl Wilhelm Reinmuth desde el Observatorio de Heidelberg-Königstuhl, Alemania.

## Designación y nombre
Designado provisionalmente como 1951 RJ. Fue nombrado Saito en honor al astrónomo japonés Keiji Saito.